# فرنسيسكو غالفان
فرنسيسكو غالفان (بالإسبانية: Francisco Galván)‏ (و. 1997  م) هو دراج إسباني، ولد في ييسا دي مونت.

## التصنيف
| السنة     | 2020 | 2021 | 2022 | 2023 | 2024 |
| --------- | ---- | ---- | ---- | ---- | ---- |
| عالمي     | 1016 | 596  | 452  | 1889 | 389  |
| أوروبا    | 790  | 480  | 359  | -    | -    |
|           |      |      |      |      |      |
| مصدر: UCI |      |      |      |      |      |

## سجل الفوز

### سباقات أو مراحل فاز بها
| التاريخ        | السباق                             | المركز                                            |
| -------------- | ---------------------------------- | ------------------------------------------------- |
| 21 أغسطس 2020  | طواف ليموزين 2020                  | الثاني في تصنيف أفضل شاب، التاسع في التصنيف العام |
| 31 يناير 2021  | سباق جائزة لا مارسيليس الكبرى 2021 | الرابع في التصنيف العام                           |
| 30 مايو 2021   | بوكليس دي لا مايين 2021            | السابع في تصنيف الجبال، التاسع في تصنيف أفضل شاب  |
| 30 يناير 2022  | سباق جائزة لا مارسيليس الكبرى 2022 | الثالث في التصنيف العام                           |
| 03 مارس 2024   | جائزة جان بيير مونسيري الكبرى 2024 | الرابع في التصنيف العام                           |
| 17 مارس 2024   | شوليه باي دي لوار 2024             | الثامن في التصنيف العام                           |
| 24 مارس 2024   | لا رو تورانجيل 2024                | الثامن في التصنيف العام                           |
| 02 يونيو 2024  | دراجات بروكسل الكلاسيكية 2024      | العاشر في التصنيف العام                           |
| 02 فبراير 2025 | 2025 Grand Prix La Marseillaise    |                                                   |